# Neisseria tadorna
Neisseria tadorna – gatunek Gram-ujemnej bakterii wykryty po raz pierwszy w 2011 roku w wątrobie ptaka z rodzaju Tadorna pochodzącego z jeziora Gayou Hu. Bakteria ta tworzy dwoinki o wymiarach 0,5 na 0,5–1,0 mikrometra. Kolonie N. tadorna są okrągławe, o szarawym kolorze i mogą z powodzeniem rosnąć na agarze z krwią, a także na pożywce LB. Osiągają średnicę 0,5–1 mm po 24 godzinach hodowli w 35 °C. Gatunek ten fermentuje glukozę, maltozę, sacharozę, ale nie laktozę. Zdolny jest także do redukcji azotanów. N. tadorna jest blisko spokrewniona z Neisseria animaloris. Ponadto, jest wrażliwa na antybiotyki wankomycynę oraz lewofloksacynę, ale odporna na spektynomycynę czy kotrimoksazol.